# 卡勞斯河
卡勞斯河是俄羅斯的河流，屬於馬內奇河的左支流，位於北高加索地區，由斯塔夫羅波爾邊疆區負責管轄，河道全長436公里，流域面積9,700平方公里。